# Orfelia equalis
Orfelia equalis är en tvåvingeart som först beskrevs av Van Duzee 1928.  Orfelia equalis ingår i släktet Orfelia och familjen platthornsmyggor.
Artens utbredningsområde är Oregon. Inga underarter finns listade i Catalogue of Life.